# Waboda
Le waboda (ou wabuda) est une langue papoue parlée en Papouasie-Nouvelle-Guinée, dans la Province ouest.

## Classification
Le waboda est un des membres de la famille des langues kiwaianes, une des familles de langues papoues.

## Sources
- (en) Harald Hammarström, Robert Forkel, Martin Haspelmath, Sebastian Bank, Glottolog, Waboda.